# Ketil Stokkan
Ketil Stokkan (nascut el 29 d'abril de 1956) és un artista pop noruec que ha actuat com a solista i cantant a la banda noruega Zoo.
Stokkan va néixer a Harstad. L'any 1983 va participar en la fase de classificació noruega per a Eurovisió amb la cançó "Samme charmeur" quedant en segona posició. El 1986 va guanyar el Melodi Grand Prix amb la cançó "Romeo", escrita per ell mateix, i va quedar 12è a casa seva a la final del Festival d'Eurovisió, que aquell any es va celebrar a Bergen, Noruega. El 1990 va tornar a guanyar la final nacional amb la cançó "Brandenburger Tor", i a Zagreb la cançó de Noruega va acabar empatada en darrera posició amb Finlàndia. Stokkan ara treballa com a professor d'escola a Nordkjosbotn, Balsfjord.
Stokkan també és un Odd Fellow.
Stokkan també va participar al Melodi Grand Prix 2021 amb la cançó "My Life Is OK".

## Discografia

### Zoo
- 1978 – Captured in Zoo
- 1978 – Guilty
- 1979 – Noregs heitaste
- 1980 – Z på maken
- 1981 – Gaya
- 1982 – Shagalai
- 1994 – Zoobra
- 2000 – Evig ung

### En solitari
- 1983 – Samme charmeur (single)
- 1984 – Gentlemen's agreement
- 1985 – Ekte mannfolk
- 1986 – Romeo
- 1988 – Øyan dine (single)
- 1989 – Nexus – Back to my roots (single)
- 1990 – Stokkan Band – Brandenburger Tor (single)
- 1991 – Stokkan Band – Beina på jorda (single)
- 1994 – Stokkan – To the bone
- 1996 – All that blues from Norway (Samle-CD/Div. Art.)
- 1998 – Æ e` Nordlending (Samle-CD/Din NN-Art)
- 2001 – Evig Ung. Gamlegutta i ZOO aktive igjen med samle-CD